# Odrážka (hudba)
Odrážka ♮ je jedna ze základních posuvek v hudební notaci. Obecně slouží ke zrušení („odražení“) předešlé posuvky na dané notě (notové lince). Výška následující noty pak odpovídá danému klíči, bez ohledu na předznamenání.

Posuvky: zleva křížek, bé, odrážka

Podobně jako jiné posuvky má notová odrážka platnost pro stejné noty do konce taktu, na novém taktě opět začíná platit případné předznamenání. Je-li odrážkou rušeno samo předznamenání, platí toto zrušení až do případné další posuvky.
Často se odrážka umisťuje i na začátku taktu před notu, která byla v předchozím taktu posunuta, ačkoliv podle pravidel notace by platnost této posuvky končila i bez výslovného odražení. Je to pouze pro připomenutí. Někdy se také „pro ujištění“ odráží nota, která sama o sobě posunutá nebyla, ale posuvka se nacházela na téže notě např. v sousední osnově.
Odrážka úplně ruší každou posuvku, včetně dvojkřížků, dvojbéček apod. Pokud má za dvojkřížkovanou notou následovat jen křížkovaná (tedy vlastně o půltón níže), značí se to obvykle jen tímto samotným křížkem, ale někdy se pro názornost používá i kombinace ♮♯.

## Symbol
♮ je symbolem Unicode anglicky zvaným MUSIC NATURAL SIGN (natural ve smyslu, že označuje „přirozený“, neposunutý tón).
Rukopisem se odrážka často píše zjednodušeně jako dva oddělené protisměrné zobáčky. Takto se i více liší od poměrně podobného symbolu křížku ♯.